# Riki Matsuda
Riki Matsuda (松田 力 Matsuda Riki?, Osaka, 24 de julio de 1991) es un futbolista japonés que juega como delantero en el Kataller Toyama de la J2 League.

## Trayectoria

### Clubes
| Club                      | País  | Año       |
| ------------------------- | ----- | --------- |
| Oita Trinita              | Japón | 2013      |
| Nagoya Grampus            | Japón | 2014-2016 |
| JEF United Chiba (cedido) | Japón | 2015      |
| Avispa Fukuoka            | Japón | 2017-2019 |
| Ventforet Kofu            | Japón | 2020      |
| Cerezo Osaka              | Japón | 2021      |
| Ehime FC                  | Japón | 2022-2024 |
| Kataller Toyama           | Japón | 2025-     |